# Johannes Hoff

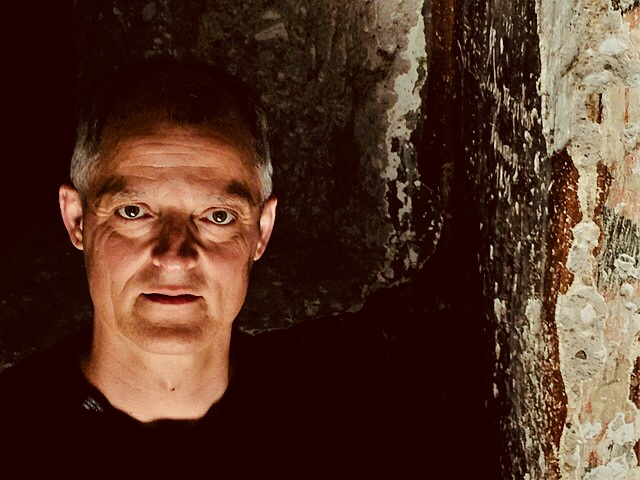
Johannes Hoff

Johannes Hoff (* 15. Dezember 1962 in Trier) ist ein deutsch-englischer römisch-katholischer Theologe, Philosoph und Universitätsprofessor.

## Werdegang
Johannes N. Hoff wurde am 15. Dezember 1962 als Sohn des Kirchenmusikers Josef Hoff und seiner Frau Gisela Hoff in Trier geboren. Er studierte Philosophie und Theologie an der Eberhard-Karls-Universität Tübingen und der Rheinischen Friedrich-Wilhelms-Universität Bonn, promovierte an der Theologischen Fakultät Tübingen im Jahr 1999 mit einer Arbeit über „Theologie nach Foucault und Derrida“, und habilitierte sich 2006 mit einer Arbeit „Zur philosophischen Propädeutik christlicher Mystik nach Nikolaus von Kues.“ Von 1995 bis 2006 war er wissenschaftlicher Assistent von Michael Eckert am Lehrstuhl für Fundamentaltheologie der Universität Tübingen; von 2007 bis 2013 ordentlicher Professor für philosophische Theologie am David's College der University of Wales und Cardiff und von 2013 bis 2018 ordentlicher Professor für Systematische und Philosophischen Theologie am Heythrop College der University of London. Seit 2018 ist er Senior Research Associate am van Hügel Institute der University of Cambridge (UK) und Honorarprofessor an der University of Durham; seit 2020 Professor für Dogmatik am Institut für Systematische Theologie der Universität Innsbruck.
Seine Forschung baut auf der performativen Wende der phänomenologisch orientierten, poststrukturalistischen Tradition und dem neuen Realismus postanalytischer Vertreter anglophoner Philosophie und Theologie auf. Hoff interpretiert den politischen und kulturellen Orientierungsverlust des 21. Jahrhunderts als Symptom einer spirituellen Krise, deren Vorgeschichte er über die technologischen und künstlerischen Revolutionen der Renaissance bis in die Scholastik des Spätmittelalters zurückverfolgt. Seine Argumente erweitern hierzu die genealogische Hermeneutik von Michel Foucault, Michel de Certeau, Henri de Lubac, John Milbank und Charles Taylor. Ziel seiner Arbeit ist es, die Einheit von spiritueller Praxis, Wissenschaft und Kultur für die Gegenwart wieder zu erschließen, die insbesondere das Denken philosophisch-theologischer Repräsentanten der Albertistischen Tradition des Mittelalters prägte (z. B. Thomas von Aquin, Meister Eckhart und Nikolaus von Kues).
In Übereinstimmung mit diesem Programm fordert Hoff in seinen jüngsten Veröffentlichungen, ein „post-digitales Vernunftkonzept“ zu entwickeln, das auf der spirituellen und tugendethischen Kultivierung unserer intuitiven Intelligenz aufbaue und sich von unserem „natürlichen Verlangen nach der Einheit von Wahrem, Gutem und Schönen“ leiten lasse. Die Digitalen Technologien seien mehr als nur Werkzeuge. Sie führten ein magisches Eigenleben. Laut Hoff erscheint es deshalb als unabdingbar, „Selbsttechnologien“ zu kultivieren, die dazu anleiten, zwischen „guter und schlechter Magie“ zu unterscheiden: Objekten und Artefakten, die einem guten Leben (im Sinne des klassischen Konzepts der Eudaimonia) förderlich sind und Artefakten, die uns in Formen des Aberglaubens und der Abhängigkeit verstricken. Im Zuge der Konfessionalisierung der Religionen nach der Reformation haben wir, nach Hoff, diese Gabe verlernt. Die moderne Überzeugung, dass wir „autonome Subjekte“ sind, hat dabei die Tatsache verschleiert, dass unser Leben immer mehr von bürokratischen Überwachungs- und Kontrollstrategien dominiert wurde. Nach Hoff zeigt die Digitalisierung dieser Strategien ihren wahren Charakter: Die „Entzauberungslogik“ der Aufklärungstradition hat sich in eine Art „böse Magie“ verkehrt, die nur durch eine rational diszipliniere, sakramentale Wiederverzauberung überwunden werden kann. Da die Menschheit aufgehört hätte, in einer „entzauberten“ Welt zu leben, müsste sie die alte Tradition der Unterscheidung der Geister wiederentdecken. „Unsere Smartphones haben ein ‚Magisches Eigeneben‘ – sei es, dass sie uns ein Leben gewähren, das wir schätzen, sei es, dass sie uns in ein Leben stoßen, das wir verabscheuen. Diese Herausforderung erfordert, dass wir unsere Gabe wiederentdecken, zu unterscheiden zwischen idolatrischen Bindungen und dem klugen Gebrauch ‚magischer Objekte‘, der im Einklang steht mit unserem natürlichen Verlangen, unser Leben zum Besseren hin zu transformieren.“
In diesem Kontext ist auch Hoffs, zusammen mit Georg Franck, Sarah Spiekermann und anderen Forschern aus der Computerethik, Medienphilosophie und Psychologie am 19. Juni 2017 in der NZZ veröffentlichtes Manifest „Wider den Transhumanismus“ zu verorten.
In seiner Monographie Verteidigungen des Heiligen. Anthropologie der digitalen Transformation von 2021 hat Hoff eine Synthese seiner Forschung zur Digitalisierung mit seinen älteren Forschungsarbeiten vorgelegt. Nach Hoff stellt die digitale Transformation den größten Zivilisationsbruch seit der Achsenzeit der Weltgeschichte (um 500 v. Chr.) dar: „Jeder weiß heute, worin die größte Bedrohung der Menschheit liegt: in der ökonomisch verursachten und technisch beschleunigten Verwüstung der Artenvielfalt und dem damit einhergehenden ökologischen Klimawandel. Die parallele digitale Transformation provoziert eine analoge Bedrohung: die ökonomisch verursachte und technisch beschleunigte Verwüstung geistiger Vielfalt und den damit einhergehenden spirituellen Klimawandel.“ (Buchcover) Hoff argumentiert, dass diese Herausforderung „eine radikale Revision der anthropologischen Hintergrundannahmen erfordert, die unser humanistisch ausgedünntes Menschenbild im Gefolge der frühen Neuzeit als zukunftsweisend erscheinen ließen“. Eine wichtige Rolle spielt dabei die posthumanistische Diskussion um 'Selbsttechnologien', in denen Hoff den Schlüssel zu einer kritischen Revision des modern-humanistischen Menschenbildes entdeckt. Seine anthropologische Neuorientierung stützt sich auf Technikphilosophen, Neuroanthropologen und Soziologen wie Bernard Stiegler, Thomas Fuchs und Hartmut Rosa, sowie wert- und tugendethische Denker wie Charles Taylor, Max Scheler, Meister Eckhart und Augustinus. Die für die letztgenannte vormoderne Tradition grundlegenden spirituellen Praktiken erlauben nach Hoff, bei der Kultivierung wissenschaftlicher und vorwissenschaftlicher Intelligenz auf diejenigen Potentiale zu fokussieren, die Menschen von Rechenmaschinen unterscheiden und zu „resonanzfähigen“ Wesen werden lassen. Im letzten Kapitel rekapituliert Hoff die theologische Grammatik, die sich herauskristallisiert, wenn man diese Selbsttechnologien auf philosophisch disziplinierte Weise gebraucht: Das Glaubensbekenntnis des ersten Jahrtausends.
Hoffs früheste Veröffentlichung basierten auf den Philosophien von Jacques Derrida und Michel Foucault (Spiritualität und Sprachverlust, 1999) sowie auf der Renaissancephilosophie von Nikolaus von Kues (Kontingenz, Berührung, Überschreitung, 2007). Diese beiden Stränge seiner Forschungsarbeiten liefen in seinem englischsprachigen Buch The Analogical Turn: Rethinking Modernity with Nicholas of Cusa (2013) zusammen, das 2016 in einem Online-Symposium des Syndicate Network öffentlich diskutiert wurde. Diese Monographie hat wesentlich zu seiner Etablierung im Kontext jüngerer Diskussionen über die Zukunft christlichen Denkens beigetragen und im englischen Sprachraum ein konfessionsübergreifendes Forschungsinteresse an der Bedeutung des Cusaners für eine post-konfessionelle Theologie erwachen lassen.
Im Kontext dieser Forschungsarbeiten stehen auch Hoffs Veröffentlichungen zum Phänomen der Performativität bei Augustinus, Dante, in der Renaissance, der Romantik und in der modernen Avantgarde-Kunst, sowie seine Zusammenarbeit mit führenden Vertretern der zeitgenössischen Kunst wie Christoph Schlingensief. In Übereinstimmung mit der obigen spirituellen Tradition weist Hoff in diesen Schriften den modernen „Mythos des Gegebenen“ zurück und argumentiert, dass Wahrheit immer den Charakter eines „Wahrheitsereignisses“ habe. Als etwas, das niemals als gegeben vorausgesetzt werden kann, könne sich Wahrheit immer nur im Prozess des Redens und Handelns aktualisieren.
Hoff ist mit der deutsch-österreichischen Wirtschaftsinformatikerin Sarah Spiekermann-Hoff verheiratet.

## Publikationen (Auswahl)
- The Analogical Turn. Re-thinking Modernity with Nicholas of Cusa. Series ‘Interventions’. Eerdmans Publishing Company: Grand Rapids 2013
- Kontingenz, Berührung, Überschreitung. Zur philosophischen Propädeutik christlicher Mystik nach Nikolaus von Kues Alber: Freiburg/Br. 2007 (Contingency, Tangency, Transgression. A Philosophical Propaedeutics of Christian Mysticism subsequent to Nicholas of Cusa) (Full Text Online)
- Spiritualität und Sprachverlust. Theologie nach Foucault und Derrida Paderborn, München, Zürich: Schöningh 1999 (Spirituality and the Loss of Language. Theology after Foucault and Derrida) (Full Text Online).
- Verteidigungen des Heiligen. Anthropologie der digitalen Transformation, Herder, Freiburg im Breisgau 2021, ISBN 978-3-451-38966-5.